# Horné Orešany
Horné Orešany (německy Nussdorf, maďarsky Felsődiós) jsou obec na Slovensku v okrese Trnava. Nachází se šestnáct kilometrů severozápadně od Trnavy. Žije v nich přibližně 1 900 obyvatel. 

## Historie
První známky osídlení pocházejí z pátého století před naším letopočtem. Na Slepém vrchu bylo archeology objeveno keltské hradiště. Vesnice je pod jménem Dious písemně doložená k roku 1296. Vznikla na okraji hraničního průsmyku, kterým vedla Česká cesta. V 16. století se ve vsi usadili anabaptisté a vybudovali hábánský dvůr.

## Přírodní poměry
Na řece Parná se nachází Orešanská přehradní nádrž. V katastrálním území obce leží přírodní rezervace Lošonský háj a zasahuje do něj část chráněného areálu Všivavec.

## Galerie

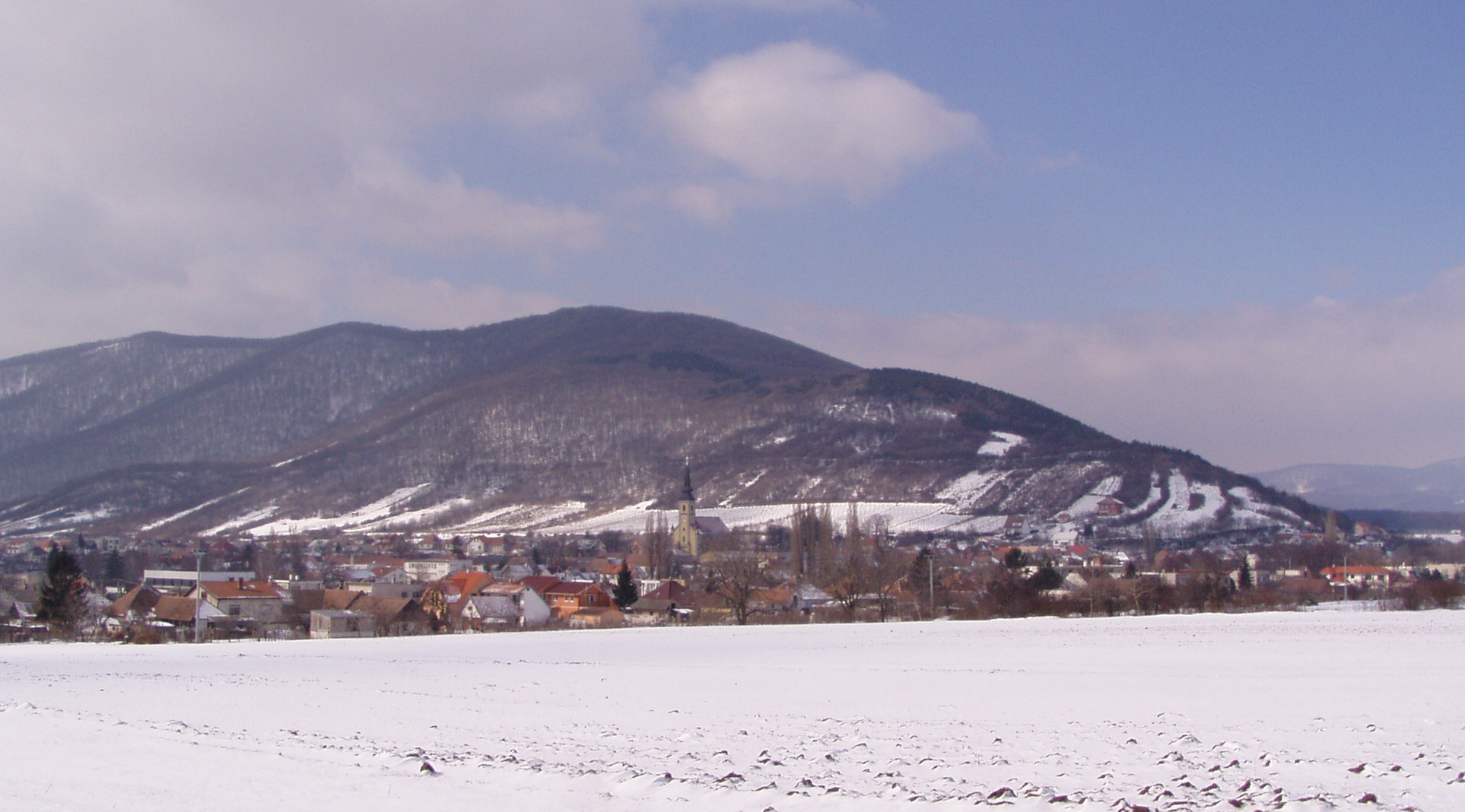
Pohled z dálky
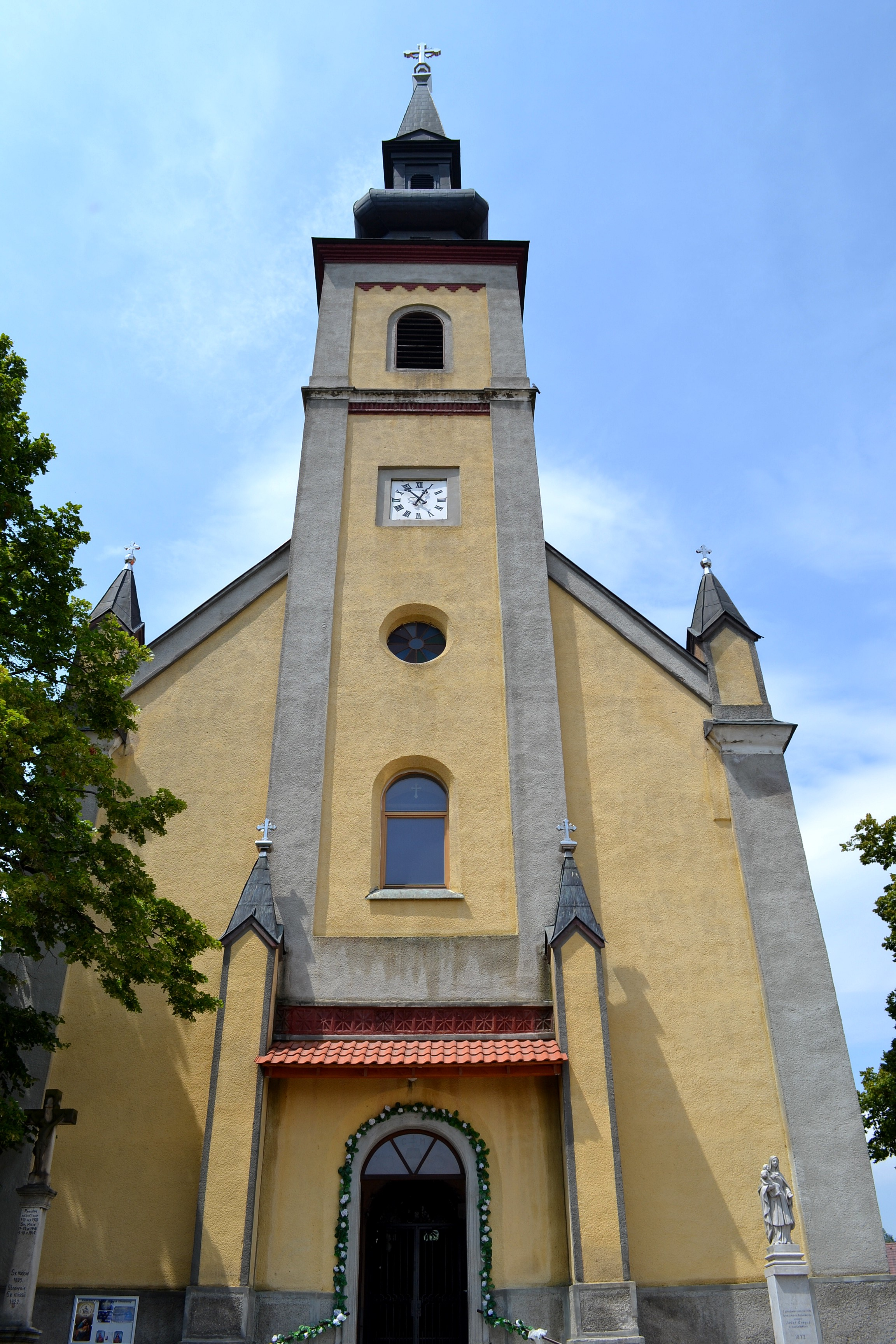
Kostel Panny Marie
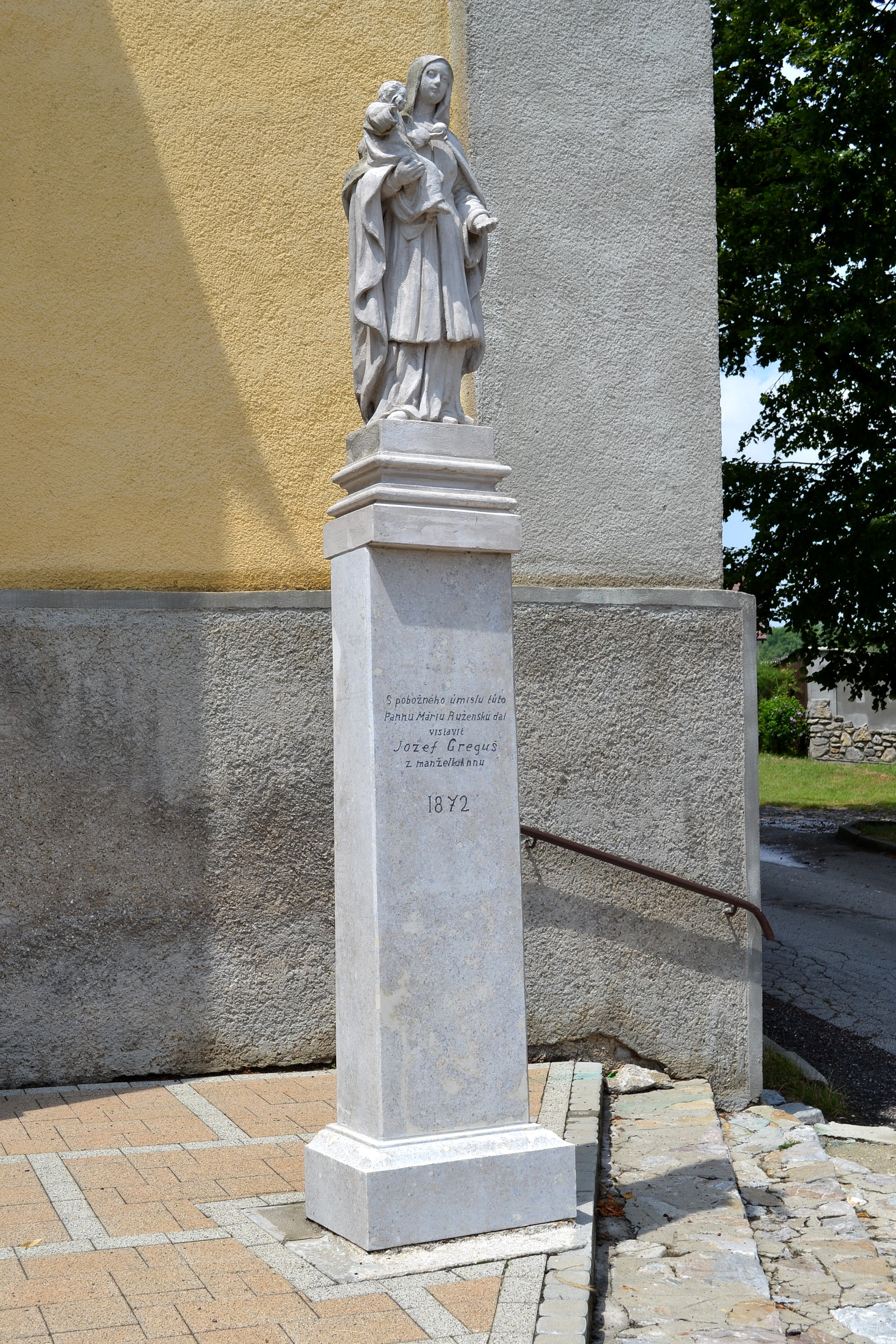
Socha Panny Marie před kostelem
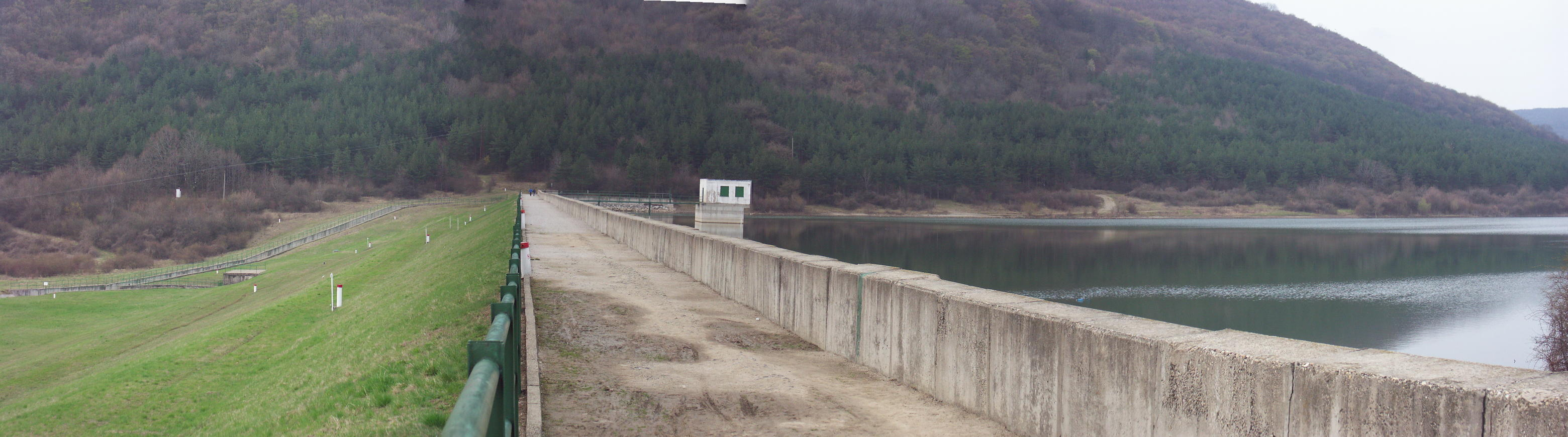
Přehrada
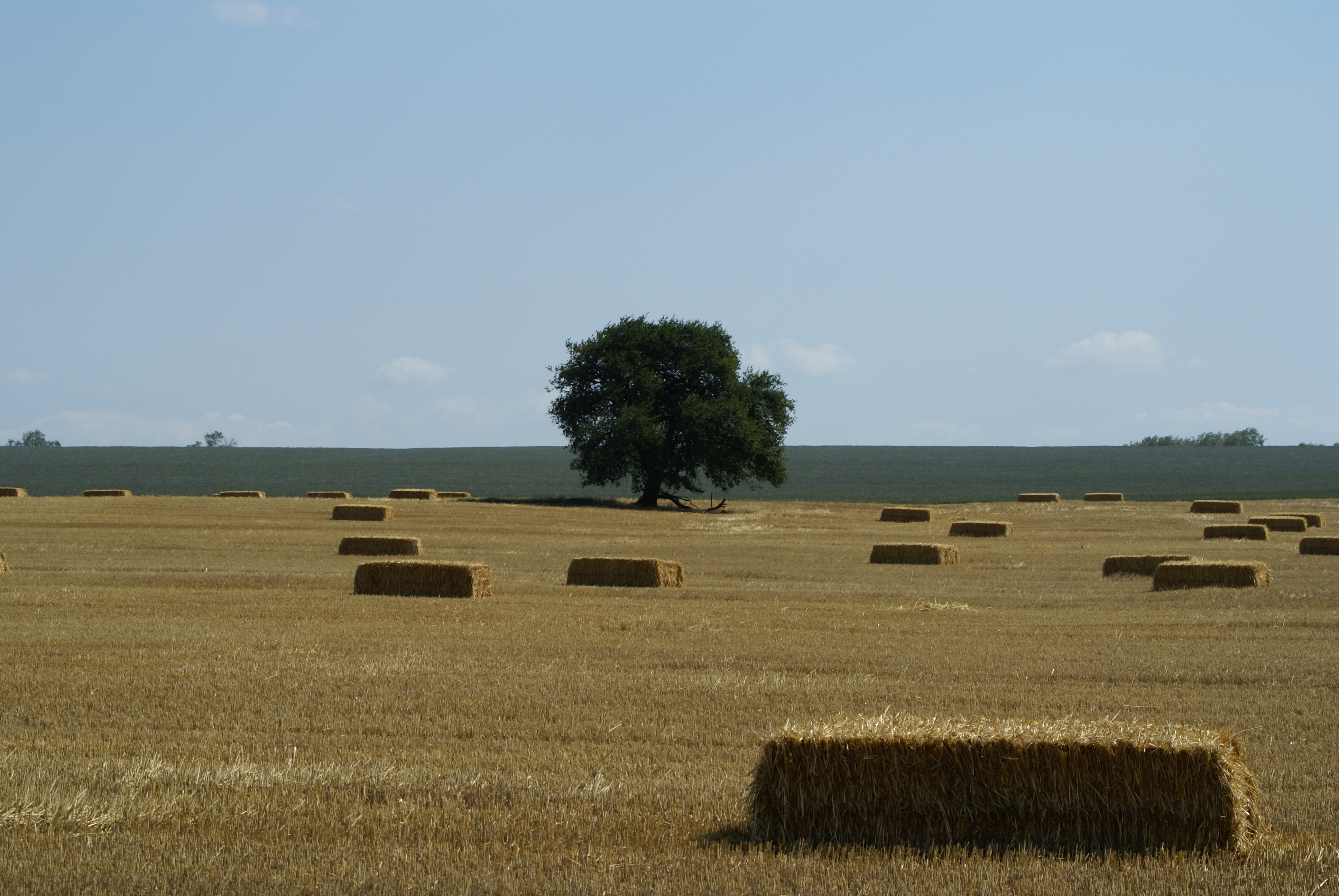
Sklizeň